# Gran conjunció

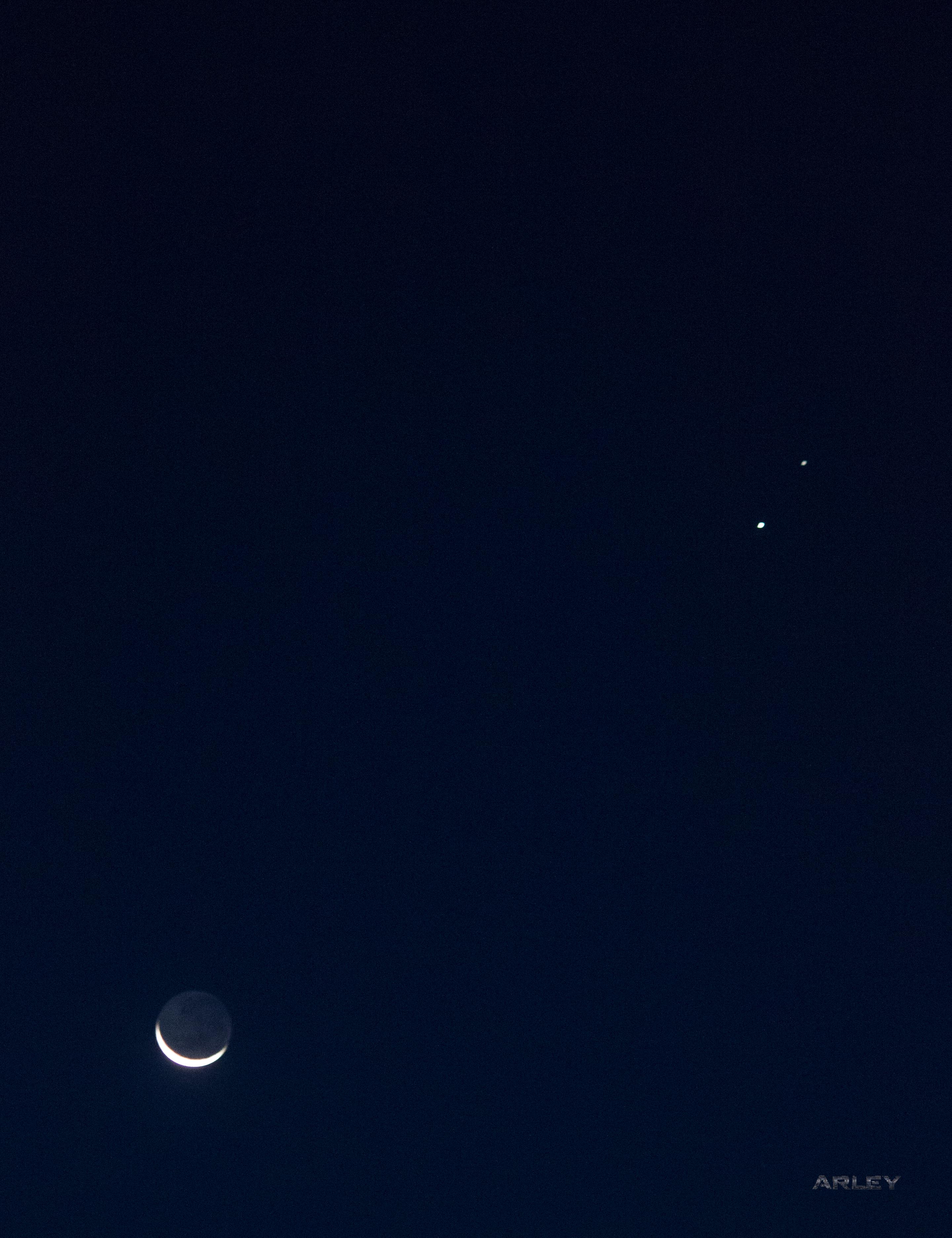
Júpiter i Saturn 5 dies abans de la gran conjunció de 2020. A la fotografia, feta des de l'hemisferi sud, s'hi observa també la Lluna creixent.

La gran conjunció és una conjunció de Júpiter i Saturn, moment en el qual aquests dos planetes apareixen molt propers al cel terrestre. Es produeix aproximadament cada 20 anys quan Júpiter "avança" a Saturn en la seva òrbita. El 21 de desembre de 2020 va tenir lloc la gran conjunció de 2020, la més pròxima en cel nocturn des del 1226. La propera amb característiques similars serà el març de 2080.
La distància angular a la qual s'obvserven els dos gegants gasosos durant la gran conjunció varia depenent de l'any, així com també la dificultat de ser observada, depenent de la seva proximitat amb el Sol. Quan el fenomen té lloc prop de l'oposició, la retrogradació causa una triple conjunció com la que va tenir lloc el 1980 -1981, quan Júpiter i Saturn van fer tres conjuncions en pocs mesos.
Durant una gran conjunció els planetes s'observen molt propers al cel terrestre, però segueixen a milions de quilòmetres de distància l'un de l'altre. Les grans conjuncions, són anomenades "fantàstiques" per la seva raresa, pel fet de ser una de les més properes i pel fet de participar-hi dos planetes fàcilment observables a ull nu.

## Mecànica celeste

### Freqüència
De mitjana, les grans conjuncions es produeixen cada 19,859 anys, o 7253,46 dies. Aquesta és la freqüència mitjana en la que Júpiter "avança" a Saturn en la seva òrbita, degut a l'efecte combinat del període orbital de Júpiter (11,9 anys) i del de Saturn (29,5 anys). A la pràctica, la posició variable de la Terra a la seva òrbita, fa que les grans conjuncions s'avancin o s'endarrareixin diversos mesos de la mitjana de 19,859 anys.

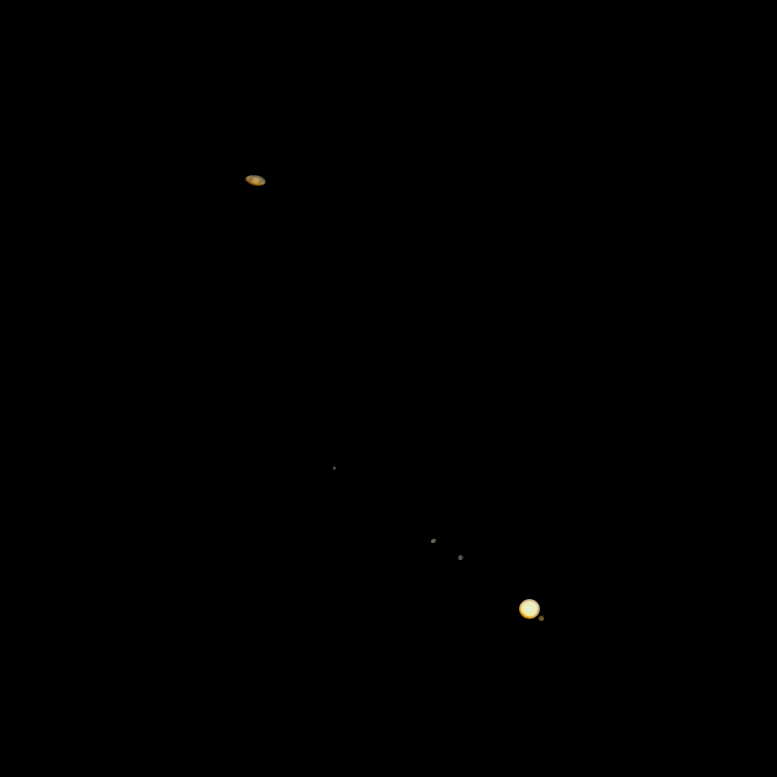
Fotografia de la gran conjunció del 2020 feta dos dies abans de l'aproximació més propera de Júpiter (inferior dreta) i Saturn (superior esquerra), separats aproximadament per 15 minuts d'arc.
A la fotografia es poden també observar els quatre satèl·lits galileans de Júpiter.

### Separació aparent entre planetes
Les grans conjuncions més recent es van produir el 31 de maig de 2000 i el 21 de desembre de 2020. Durant la gran conjunció de 2020, els dos planetes van estar separats al cel per un mínim de 6 minuts d'arc, la distància angular més propera entre els dos planetes des de 1623, i la més propera observable en el cel nocturn des de 1226. La proximitat és el resultat de la combinació de la inclinació de les òrbites de Júpiter i Saturn respecte el pla de l'eclíptica.
El pla orbital de Saturn es troba inclinat a 2,485 graus respecte al de la Terra i el de Júpiter 1,303 graus. Els nodes ascendents d’ambdós planetes són similars: 100,6 graus per a Júpiter i 113,7 graus per a Saturn, de manera que, si Saturn es troba per sobre o per sota del pla orbital de la Terra, Júpiter també ho serà. Com que les direccions d’inclinació de l’òrbita de Júpiter i Saturn s'alineen raonablement bé, s'esperaria que cap aproximació més propera sigui mai pitjor que la inclinació de l’òrbita de Saturn (2,485°) menys la de Júpiter (1,303º). Entre l'any 1 i el 3000 les distàncies màximes de conjunció van ser d'1,3 graus el 1306 i el 1940. Les conjuncions dels dos anys es van produir quan els planetes es van inclinar més fora del pla: longitud 206º (sobre del pla) el 1306 i 39º (sota del pla) el 1940.

### Punt on té lloc la gran conjunció
Cada conjunció té lloc aproximadament 120º separada de l'anterior, de manera que després de cada cicle de tres conjuncions, la quarta torna a caure molt propera al punt on s'ha iniciat el cicle: 8° a l'est de l'original. Aquest fet, sumat a que les conjuncions planetàries tenen lloc a l'eclíptica, provoca que cada tres o quatre cicles, la gran conjunció tingui lloc sobre un "grup" de constel·lacions del zodíac diferents, cosa que va propiciar presagis i especulacions astrològiques en el passat. La ubicació al cel de cada conjunció fa un cicle complet en relació amb les estrelles de mitjana cada 2.634 anys.

### Triple conjunció

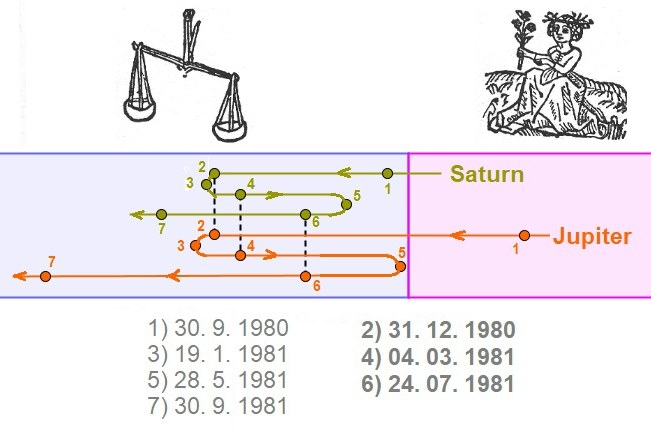
La triple gran conjunció de 1981. A causa de la seva retrogradació, Júpiter i Saturn van fer tres conjuncions en pocs mesos.

Alguns anys, a causa de la retrogradació dels planetes al cel, hi ha més d'una gran conjunció en una mateixa temporada. Això passa quan la conjunció es produeix prou a prop de l'oposició. Aquest fenomen s'anomena triple conjunció, i no és exclusiva de les grans conjuncions.
En aquest escenari, Júpiter i Saturn ocuparan la mateixa ascensió dreta en tres ocasions o la mateixa longitud eclíptica en tres ocasions, depenent de la definició de "conjunció" que s'utilitzi.
La triple conjunció més recent es va produir el 1980 - 1981, mentre que la següent tindrà lloc el 2238 i el 2239.

### Trànsits i ocultacions
Basat en les efemèrides planetàries, s'han pogut calcular les quatre trànsits o ocultacions passades i futures més properes: una al passat prehistòric distant (1 de juny del 6856 aC) i tres al futur llunyà (16 de febrer del 7541, 17 de juny del 7541 i el 25 de febrer del 8674).
Tal com es calcula que va ocòrrer en la passada ocultació de 6856 aC, durant l'ocultació del 17 de juny de 7541, les alineacions entre els dos planetes seran tan properes que el disc de Saturn serà ocultat totalment per Júpiter, mostrant només els anells, sobresortint rere Júpiter.
En el cas del 16 de febrer del 7541 i del 25 de febrer del 8674, es calcula que Júpiter transitarà sobre Saturn ocultant parcialment el seu disc.
Com que la precisió de les posicions planetàries en un futur tan llunyà no es pot predir amb exactitud, les fonts difereixen sobre la naturalesa exacta d'aquests trànsits i ocultacions.

## Grans conjuncions del 1200 al 2400
La següent taula mostra les grans conjuncions vistes des de la Terra del 1200 al 2400.
| Data (mes/dia/any) | Longitud (graus) | Distància entre planetes (minuts d'arc) | Elongació* (graus) | Sèrie | Visibilitat | Triple Conjunció |
| ------------------ | ---------------- | --------------------------------------- | ------------------ | ----- | ----------- | ---------------- |
| 04/16/1206         | 066.8            | 65.3                                    | 023.0              | 2     | ?           |                  |
| 03/04/1226         | 313.8            | 02.1                                    | -048.6             | 3     | Sí          |                  |
| 09/21/1246         | 209.6            | 62.3                                    | 013.5              | 4     | No          |                  |
| 07/23/1265         | 079.9            | 57.3                                    | -058.5             | 5     | Sí          |                  |
| 12/31/1285         | 318.0            | 10.6                                    | 019.8              | 6     | ?           |                  |
| 12/24/1305         | 220.4            | 71.5                                    | -070.0             | 1     | Sí          | Sí               |
| 04/20/1306         | 217.8            | 75.5                                    | 170.7              | 1     | Sí          | Sí               |
| 07/19/1306         | 215.7            | 78.6                                    | 082.5              | 1     | Sí          | Sí               |
| 06/01/1325         | 087.2            | 49.2                                    | -000.4             | 2     | No          |                  |
| 03/24/1345         | 328.2            | 21.2                                    | -052.5             | 3     | Sí          |                  |
| 10/25/1365         | 226.0            | 72.6                                    | -003.7             | 4     | No          |                  |
| 04/08/1385         | 094.4            | 43.2                                    | 058.8              | 5     | Sí          |                  |
| 01/16/1405         | 332.1            | 29.3                                    | 018.1              | 6     | No          |                  |
| 02/10/1425         | 235.2            | 70.7                                    | 104.1              | 1     | Sí          | Sí               |
| 03/19/1425         | 234.4            | 72.4                                    | -141.6             | 1     | Sí          | Sí               |
| 08/24/1425         | 230.6            | 76.3                                    | 062.6              | 1     | Sí          | Sí               |
| 07/13/1444         | 106.9            | 28.5                                    | -015.9             | 2     | No          |                  |
| 04/07/1464         | 342.1            | 38.2                                    | -052.6             | 3     | Sí          |                  |
| 11/17/1484         | 240.2            | 68.3                                    | -012.3             | 4     | No          |                  |
| 05/25/1504         | 113.4            | 18.7                                    | 033.5              | 5     | ?           |                  |
| 01/30/1524         | 345.8            | 46.1                                    | 019.1              | 6     | No          |                  |
| 09/17/1544         | 245.1            | 69.2                                    | 053.4              | 1     | Sí          |                  |
| 08/25/1563         | 125.3            | 06.8                                    | -042.1             | 2     | Sí          |                  |
| 05/02/1583         | 355.9            | 52.9                                    | -051.2             | 3     | Sí          |                  |
| 12/17/1603         | 253.8            | 59.0                                    | -017.6             | 4     | No          |                  |
| 07/16/1623         | 131.9            | 05.2                                    | 012.9              | 5     | No          |                  |
| 02/24/1643         | 000.1            | 59.3                                    | 018.8              | 6     | No          |                  |
| 10/17/1663         | 254.8            | 59.2                                    | 048.7              | 1     | Sí          |                  |
| 10/23/1682         | 143.5            | 15.4                                    | -071.8             | 2     | Sí          | Sí               |
| 02/08/1683         | 141.1            | 11.6                                    | 175.8              | 2     | Sí          | Sí               |
| 05/17/1683         | 138.9            | 15.8                                    | 077.5              | 2     | Sí          | Sí               |
| 05/21/1702         | 010.8            | 63.4                                    | -053.5             | 3     | Sí          |                  |
| 01/05/1723         | 265.1            | 47.7                                    | -023.8             | 4     | ?           |                  |
| 08/30/1742         | 150.8            | 27.8                                    | -010.3             | 5     | No          |                  |
| 03/18/1762         | 015.6            | 69.4                                    | 014.5              | 6     | No          |                  |
| 11/05/1782         | 271.1            | 44.6                                    | 044.9              | 1     | Sí          |                  |
| 07/16/1802         | 157.7            | 39.5                                    | 041.3              | 2     | Sí          |                  |
| 06/18/1821         | 027.1            | 72.9                                    | -062.9             | 3     | Sí          |                  |
| 01/26/1842         | 281.1            | 32.3                                    | -027.1             | 4     | ?           |                  |
| 10/20/1861         | 170.2            | 47.4                                    | -039.5             | 5     | Sí          |                  |
| 04/17/1881         | 033.0            | 74.5                                    | 003.8              | 6     | No          |                  |
| 11/28/1901         | 285.4            | 26.5                                    | 038.3              | 1     | Sí          |                  |
| 09/08/1921         | 177.3            | 58.3                                    | 011.1              | 2     | No          |                  |
| 08/06/1940         | 045.2            | 71.4                                    | -089.8             | 3     | Sí          | Sí               |
| 10/21/1940         | 041.1            | 74.1                                    | -165.7             | 3     | Sí          | Sí               |
| 02/14/1940         | 039.9            | 77.4                                    | 073.3              | 3     | Sí          | Sí               |
| 02/18/1961         | 295.7            | 13.8                                    | -034.5             | 4     | ?           |                  |
| 01/01/1981         | 189.8            | 63.7                                    | -091.4             | 5     | Sí          | Sí               |
| 03/06/1981         | 188.3            | 63.3                                    | -155.9             | 5     | Sí          | Sí               |
| 07/25/1981         | 185.3            | 67.6                                    | 062.7              | 5     | Sí          | Sí               |
| 05/28/2000         | 052.6            | 68.9                                    | -014.6             | 6     | No          |                  |
| 12/21/2020         | 300.3            | 06.1                                    | 030.2              | 1     | ?           |                  |
| 11/04/2040         | 197.8            | 72.8                                    | -024.6             | 2     | ?           |                  |
| 04/08/2060         | 059.6            | 67.5                                    | 041.7              | 3     | Sí          |                  |
| 03/15/2080         | 310.8            | 06.0                                    | -043.7             | 4     | Sí          |                  |
| 09/18/2100         | 204.1            | 62.5                                    | 029.5              | 5     | ?           |                  |
| 07/15/2119         | 073.2            | 57.5                                    | -037.8             | 6     | Sí          |                  |
| 01/14/2140         | 315.1            | 14.5                                    | 022.7              | 1     | ?           |                  |
| 02/20/2159         | 215.3            | 71.2                                    | -050.3             | 2     | Sí          |                  |
| 05/28/2179         | 080.6            | 49.5                                    | 016.1              | 3     | No          |                  |
| 04/08/2199         | 325.6            | 25.2                                    | -050.0             | 4     | Sí          |                  |
| 11/01/2219         | 221.7            | 63.1                                    | 006.8              | 5     | No          |                  |
| 09/06/2238         | 093.2            | 39.3                                    | -067.6             | 6     | Sí          | Sí               |
| 01/12/2239         | 090.2            | 47.5                                    | 161.3              | 6     | Sí          | Sí               |
| 03/22/2239         | 088.4            | 45.3                                    | 089.9              | 6     | Sí          | Sí               |
| 02/02/2259         | 329.6            | 33.3                                    | 019.6              | 1     | ?           |                  |
| 02/05/2279         | 231.9            | 69.9                                    | -080.3             | 2     | Sí          | Sí               |
| 05/07/2279         | 229.9            | 73.8                                    | -172.6             | 2     | Sí          | Sí               |
| 08/31/2279         | 227.2            | 74.9                                    | 073.3              | 2     | Sí          | Sí               |
| 07/12/2298         | 100.6            | 28.3                                    | -006.0             | 3     | No          |                  |
| 04/26/2318         | 339.8            | 41.8                                    | -051.8             | 4     | Sí          |                  |
| 12/01/2338         | 237.3            | 66.3                                    | -007.4             | 5     | No          |                  |
| 05/22/2358         | 107.5            | 18.5                                    | 050.7              | 6     | Sí          |                  |
| 02/18/2378         | 343.7            | 50.5                                    | 019.4              | 1     | No          |                  |
| 10/02/2398         | 240.7            | 65.9                                    | 058.2              | 2     | Sí          |                  |

*L'elongació és la distància angular del Sol en graus (el cel durant l'alba apareix com a nombre negatiu). Elongacions entre –20º i 20º, indiquen que el Sol es troba prou a prop de la conjunció com per fer que sigui difícil o impossible d'observar, tot i que variarà depenent de la latitud geogràfica des d'on s'observi. En el moment exacte de la conjunció, aquesta no és visible arreu, ja que es pot trobar per sota de l'horitzó o de dia depenent del lloc de la Terra.
| Distància angular | Nombre de conjuncions |
| ----------------- | --------------------- |
| 0 -10 minuts      | 5                     |
| 10 - 20 minuts    | 8                     |
| 20 - 30 minuts    | 7                     |
| 30 - 40 minuts    | 5                     |
| 40 - 50 minuts    | 10                    |
| 50 - 60 minuts    | 8                     |
| 60 - 70 minuts    | 16                    |
| 70 - 78.6 minuts  | 16                    |
| > 78.6 minuts     | 0                     |

| Elongació         | Nombre de conjuncions |
| ----------------- | --------------------- |
| -180 a -135 graus | 4                     |
| -135 a -90 graus  | 1                     |
| -90 a -45 graus   | 15                    |
| -45 a 0 graus     | 17                    |
| 0 a 45 graus      | 22                    |
| 45 a 90 graus     | 12                    |
| 90 a 135 graus    | 1                     |
| 135 a 180 graus   | 3                     |

| Tipus de conjunció          | Nombre de conjuncions |
| --------------------------- | --------------------- |
| Part d'una triple conjunció | 21                    |
| Conjunció simple            | 54                    |

## Grans conjuncions notables
| Date                      | Coordenades eclíptiques | Separació (minuts d'arc) | Visibilitat | Notes |
| ------------------------- | ----------------------- | ------------------------ | --- | --- |
| 1 de març del 1793 aC     | 153.4°                  | 1.3                      | Vespre | La conjunció més propera entre la prehistòria i el segle 46 dC. Part d’una triple conjunció.                                               |
| 28 de desembre del 424 aC | 322.8°                  | 1.5                      | Vespre, difícil de veure                                                                                       | |
| 6 de març del 372         | 316.6°                  | 1.9                      | Matí | La conjunció més propera dels primers tres mil·lennis dC.                                                                                  |
| 31 de desembre del 431    | 320.6°                  | 6.2                      | Vespre, difícil de veure                                                                                       | |
| 13 de setembre del 709    | 130.8°                  | 8.3                      | Matí, part d'una triple conjunció                                                                              | |
| 22 de juliol del 769      | 137.8°                  | 4.3                      | Massa a prop del Sol per ser visible                                                                           | |
| 11 de desembre del 1166   | 303.3°                  | 2.1                      | Vespre, difícil de veure                                                                                       | |
| 4 de març del 1226        | 313.8°                  | 2.1                      | Matí | |
| 25 d'agost del 1563       | 125.3°                  | 6.8                      | Matí | |
| 16 de juliol del 1623     | 131.9°                  | 5.2                      | Vespre, difícil de veure (especialment des de l'hemisferi nord)                                                | |
| 21 de desembre del 2020   | 300.3°                  | 6.1                      | Vespre, difícil de veure (especialment des de latituds nord, no visible a l'Antàrtida (mal angle, Sol d'estiu) | Longitud heliocèntrica de 303 graus més propera a la longitud ideal de intersecció del pla òrbita de 317 graus per a la proximitat (J2000) |
| 15 de març del 2080       | 310.8°                  | 6.0                      | Matí, difícil de veure des de mitges i altes latituds nord                                                     | |
| 24 d'agost del 2417       | 119.6°                  | 5.4                      | Matí, difícil o impossible de veure des d'algunes parts de l'hemisferi sud i l'àrtic                           | |
| 6 de juliol del 2477      | 126.2°                  | 6.3                      | Vespre, més fàcil de veure a l'hemisferi sud                                                                   | |
| 25 de desembre del 2874   | 297.1°                  | 2.3                      | Vespre, el sol estival dificultarà la visió a l'Antàrtida                                                      | |
| 19 de març del 2934       | 307.6°                  | 9.3                      | Matí | |
| 8 de març del 4523        | 287.8°                  | 1.0                      | Matí, difícil o impossible de veure des de latituds altes del nord i l'àrea del Pol sud                        | La conjunció més propera en un període de gairebé 14.400 anys                                                                              |

| Longitud (des de la Terra) | Nombre de conjuncions |
| -------------------------- | --------------------- |
| 119 a 138 graus            | 6                     |
| 297 a 321 graus            | 8                     |
| Els 317 graus restants     | 0                     |

### Gran conjunció del 7 aC
En estudiar la gran conjunció de 1603, Johannes Kepler va teoritzar que l'estrella de Betlem podria haver estat l’aparició d’una gran conjunció. Va calcular que es va produir una triple conjunció de Júpiter i Saturn el 7 aC (−6 en numeració d'anys astronòmics).

### Gran conjunció del 1563
Els astrònoms de la Universitat Jagellònica (Jan Muscenius, Stanisław Jakobejusz, Nicolaus Schadeck, Petrus Probosczowicze entre altres) van observar la gran conjunció de 1563 per comparar les taules alfonsines (basades en un model geocèntric) amb les taules pruteniques (basades en l'heliocentrisme copernicà).
A les taules pruteniques, es predia que Júpiter i Saturn es trobarien tan a prop l'un de l'altre que hi hauria una ocultació (la separació angular real va ser de 6,8 minuts d'arc el 25 d'agost de 1563). Les taules alfonsines suggerien que la conjunció s'hauria d'observar un dia diferent, i al dia indicat per les taules alfonsines la separació angular era de 141 minuts d'arc. Comparant les prediccions amb les observacions, els astrònoms van suggerir seguir les prediccions copernicanes ja que havien resultat més precises, i entre 1578 i 1580, es varen impartir tres conferències sobre sobre l'heliocentrisme copernicà.

### Gran conjunció del 2020
La gran conjunció del 2020 serà la més propera des del 1623 i la vuitena més propera dels primers tres mil·lennis dC amb una separació mínima entre els dos planetes de 6,1 minuts d'arc. Aquesta gran conjunció també serà la més propera des de 1226 que realment serà observable des de la Terra. Es produirà set setmanes després de la conjunció heliocèntrica, quan Júpiter i Saturn compartien la mateixa longitud heliocèntrica. La distància més propera es produirà el 21 de desembre a les 18:22 UTC, quan Júpiter serà a 0,1° al sud de Saturn i 30° a l'est del Sol. Això significa que tots dos planetes seran visibles en el mateix camp de visió telescòpic (tot i que es distingiran entre si sense ajuda òptica). Durant la màxima aproximació, els dos planetes semblaran ser un objecte binari a simple vista. Des de latituds mitjanes del nord, la gran conjunció serà visible a menys de 15° d'altitud per sobre de l'horitzó, al sud-oest de la constel·lació de Capricorn, una hora després de la posta de sol.

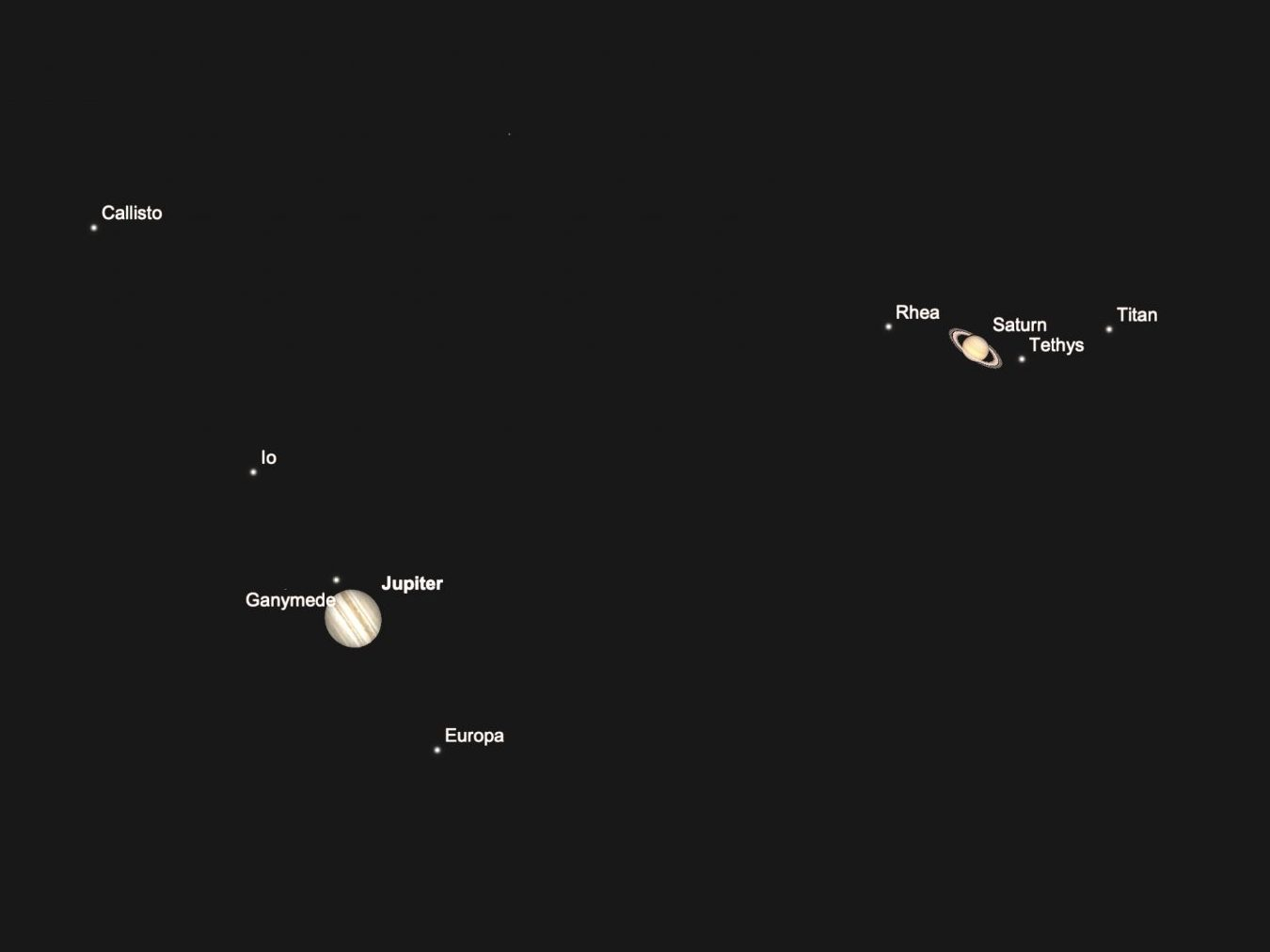
Simulació de la visualització mitjançant telescopi de la gran conjunció del 21 de desembre de 2020

### Gran conjunció del 7541
A més de ser una triple conjunció, la gran conjunció de 7541 presentarà un trànsit de Júpiter sobre Saturn el 16 de febrer (ocultant-ne parcialment el disc) i una ocultació el 17 de juny, on Júpiter taparà totalment el disc de Saturn deixant tan sols visibles els seus anells. Com que la precisió de les posicions planetàries en un futur tan llunyà no es pot calcular, les fonts difereixen quant a la naturalesa exacta d'aquestes ocultacions. Aquesta serà la primera ocultació entre els dos planetes des del 6857 aC; la superposició requereix una separació inferior a aproximadament 0,4 minuts d'arc.

## Passat històric, astrologia i pseudociència

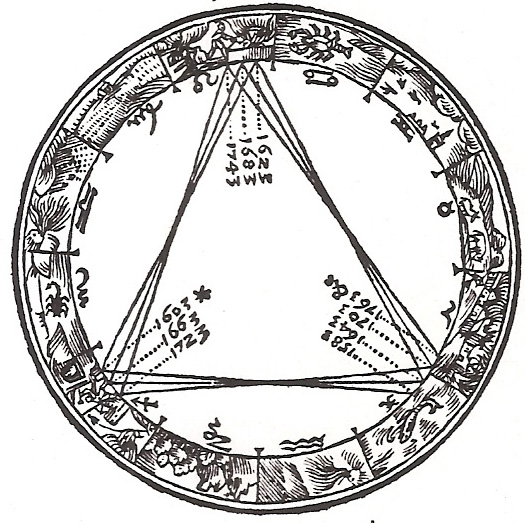
Sèries de grans conjuncions en una il·lustració del llibre de Kepler "De Stella Nova" (1606)

Tal com es menciona anteriorment, el fet que les grans conjuncions tinguin lloc aproximadament 120º separades de l'anterior en cicles de tres, de manera que el següent cicle es torna a iniciar a 8° a l'est de l'original. Aquest fet, sumat a que les conjuncions planetàries tenen lloc a l'eclíptica per on passa el Sol, provoca que com a màxim cada quatre cicles, la gran conjunció té lloc sobre un "grup" de constel·lacions del zodíac diferents, cosa que va propiciar presagis i especulacions astrològiques en el passat.
Malgrat els errors matemàtics i alguns desacords entre els astròlegs, la creença en la importància d'aquests esdeveniments i l'efecte que podien tenir sobre la terra, va generar un flux de publicacions que van créixer constantment fins a finals del segle XVI. Com que la gran conjunció de 1583 va ser l'última d'una sèrie de conjuncions que van succeir en el que en astrologia es denomina constrel·lacions del trigó de l'aigua, es va suposar que la conjunció anunciava canvis apocalíptics el 1603 (la següent conjunció) fins al punt que es va emetre una butlla papal contra l'endevinació el 1586. Com que el 1603 no va ocòrrer cap esdeveniment catastròfic ni significatiu, l'interès públic va decaure ràpidament. A l'inici del següent trigó, el consens científic modern feia temps que havia establert l'astrologia com a pseudociència, i els alineaments planetaris ja no van ser percebuts ni interpretats com a presagis.